# Seznam skladeb pro sólové nástroje W. A. Mozarta
V tomto seznamu jsou obsaženy Mozartovy (1756–1791) skladby pro jednotlivé sólové nástroje, tak jak se nacházejí v Köchelově seznamu.

## Komorní hudba pro sólové nástroje
| KV     | název                                                                        |
| ------ | ---------------------------------------------------------------------------- |
| 1      | Andante pro cembalo „Nanynčina hudební knížka“ C dur                         |
|        | Allegro pro cembalo „Nanynčina hudební knížka“ C dur                         |
|        | Allegro pro cembalo „Nanynčina hudební knížka“ F dur                         |
| 1d     | Menuet pro cembalo „Nanynčina hudební knížka“ F dur                          |
| 1e     | Menuet pro cembalo „Nanynčina hudební knížka“ G dur                          |
| 1f     | Menuet pro cembalo „Nanynčina hudební knížka“ C dur                          |
| 2      | Menuet pro cembalo „Nanynčina hudební knížka“ F dur                          |
| 3      | Allegro pro cembalo „Nanynčina hudební knížka“ B dur                         |
| 4      | Menuet pro cembalo „Nanynčina hudební knížka“ F dur                          |
| 5      | Menuet pro cembalo „Nanynčina hudební knížka“ F dur                          |
| 5a     | Allegro pro cembalo „Nanynčina hudební knížka“ C dur                         |
| 5b     | Andante pro cembalo „Nanynčina hudební knížka“ B dur                         |
| 15a-ss | Londýnský sešit: 44 kusů pro klávesové nástroje                              |
| 61g,II | Menuet pro klávesové nástroje C dur                                          |
| 94     | Menuet pro cembalo D dur                                                     |
| 147    | Píseň pro klavír „Wie ungluecklich bin ich nit“                              |
| 148    | Píseň pro klavír „O heiliges band“                                           |
| 149    | Píseň pro klavír „Die grossmuetige Gelassenheit (Ich hab es laengst)“        |
| 150    | Píseň pro klavír „Geheime Liebe (Was ich in Gedanken kuesse)“                |
| 151    | Píseň pro klavír „Die Zufriedenheit in niedrigen Stande (Ich trachte nicht)“ |
| 152    | Canzonetta „Ridente la calma“                                                |
| 153    | Fuga pro klavír (úryvek) Es dur                                              |
| 154    | Fuga pro klavír (úryvek) g moll                                              |
| 154a   | 2 malé fugy pro klavír nebo varhany (úryvek)                                 |
| 235    | Kánon pro klavír (P. E. Bach)                                                |
| 236    | Andantino pro klavír Es dur                                                  |
| 312    | Allegro z klavírní sonáty g moll                                             |
| 315a   | 8 menuetů                                                                    |
| 351    | Píseň s mandolínou „Komm, liebe Zither“                                      |
| 355    | Menut pro klavír D dur                                                       |
| 356    | Adagio pro skleněnou harmoniku C dur                                         |
| 349    | Píseň pro klavír, Die Zufriedenheit „Was frag ich“                           |
| 350    | Píseň pro klavír „Schlafe mein Prinzchen“ (od Bernharda Fliese)              |
| 390    | Píseň pro klavír „Ich wuerd auf meinem Pfad“                                 |
| 391    | Píseň pro klavír „Sei du mein Trost“                                         |
| 392    | Píseň pro klavír „Verdankt sei es dem Glanz“                                 |
| 468    | Píseň pro klavír „Die ihr einem neuen Grade“                                 |
| 472    | Píseň pro klavír „Ihr Maedchen, flieht“                                      |
| 473    | Píseň pro klavír „Wie Sanft, wie ruhig“                                      |
| 474    | Píseň pro klavír „Der Reiche Tor“                                            |
| 476    | Píseň pro klavír „Das Veilchen“                                              |
| 394    | Fantazie a fuga pro klavír C dur                                             |
| 395    | Capriccio pro klavír C dur                                                   |
| 397    | Fantazie pro klavír (dokončena anonymně) d moll                              |
| 399    | Suita pro klavír (necelá) C dur                                              |
| 400    | Allegro z klavírní sonáty, dokončena Maximiliánem Stadlerem B dur            |
| 401    | Fuga pro klavír g moll                                                       |
| 475    | Fantazie pro klavír c moll                                                   |
| 485    | Rondo pro klavír D dur                                                       |
| 494    | Rondo pro klavír F dur                                                       |
| 511    | Rondo pro klavír a moll                                                      |
| 533    | Allegro a andante pro klavír F dur                                           |
| 540    | Adagio pro klavír b moll                                                     |
| 574    | Gigue pro klavír g moll                                                      |
| 594    | Adagio a allegro pro mechanické varhany f moll                               |
| 608    | Fantazie pro mechanické varhany f moll                                       |
| 616    | Andante pro malé mechanické varhany F dur                                    |
| 24     | 8 variací pro klavír na holandskou píseň „Laat ons juichen“ od Graafa G dur  |
| 25     | 7 variací pro klavír na píseň „Willem van Nassau“ D dur                      |
| 54     | 6 variací na původní Andante F dur                                           |
| 179    | 12 variací pro klavír C dur                                                  |
| 180    | 6 variací pro klavír G dur                                                   |
| 264    | 9 variací pro klavír „Lison Dormait“                                         |
| 265    | 12 variací pro klavír „Ah, vous dirai-je, maman“                             |
| 352    | 8 variací pro klavír „Les Mariages samnites“                                 |
| 353    | 12 variací pro klavír „La belle Francoise“                                   |
| 354    | 12 variací pro klavír „Je suis Lindor“                                       |
| 359    | 12 variací pro housle a klavír „La Bergere Celimene“                         |
| 360    | 6 variací pro housle a klavír „Helas, j'ai perdu mon amant“                  |
| 398    | 6 variací pro klavír „Salve tu, Domine“                                      |
| 455    | 10 variací pro klavír „Unser dummer Poebel meint“                            |
| 460    | 8 variací pro klavír „Come un agnello“                                       |
| 500    | 12 variací pro klavír B dur                                                  |
| 573    | 9 variací pro klavír (Duport) D dur                                          |
| 613    | 6 variací pro klavír „Ein Weib ist das herrlichste Ding“ F dur               |
| 33d-f  | Klavírní sonáty                                                              |
| 19d    | Klavírní sonáta pro 4 ruce C dur                                             |
| 279    | Klavírní sonáta č. 1 C dur                                                   |
| 280    | Klavírní sonáta č. 2 F dur                                                   |
| 281    | Klavírní sonáta č. 3 B dur                                                   |
| 282    | Klavírní sonáta č. 4 Es dur                                                  |
| 283    | Klavírní sonáta č. 5 G dur                                                   |
| 284    | Klavírní sonáta č. 6 „Dürnitz“ D dur                                         |
| 309    | Sonáta pro klavír č. 7 C dur                                                 |
| 310    | Sonáta pro klavír č. 8 a moll                                                |
| 311    | Sonáta pro klavír č. 9 D dur                                                 |
| 330    | Sonáta pro klavír C dur                                                      |
| 331    | Sonáta pro klavír „Alla Turca“ A dur                                         |
| 332    | Sonáta pro klavír F dur                                                      |
| 333    | Sonáta pro klavír B dur                                                      |
| 457    | Sonáta pro klavír c moll                                                     |
| 498a   | Sonáta pro klavír (část) B dur                                               |
| 545    | Sonáta pro klavír „Sonatina“ C dur                                           |
| 547a   | Sonáta pro klavír F dur                                                      |
| 570    | Sonáta pro klavír B dur                                                      |
| 576    | Sonáta pro klavír D dur                                                      |
| 357    | Klavírní sonáta pro čtyři ruce (část) G dur                                  |
| 358    | Klavírní sonáta pro čtyři ruce B dur                                         |
| 381    | Klavírní sonáta pro 4 ruce D dur                                             |
| 497    | Klavírní sonáta pro 4 ruce F dur                                             |
| 521    | Klavírní sonáta pro 4 ruce C dur                                             |